# Hans Loch
Hans Loche, né le 2 novembre 1898 à Cologne et mort le 13 juillet 1960 à Berlin-Est est un homme politique est-allemand. Il est ministre des Finances de 1949 à 1955.
Il est également député à la Volkskammer et président du LDPD.

## Publications
- 1953 : Ein Bürger sieht die Sowjetunion, Leipzig
- 1955 : Auf seltsamen Pfaden. Streifzüge durch das Russland von gestern und heute, Berlin
- 1958 : In eine neue Epoche. Ein Buch für den Mittelstand, Berlin
- 1958 : Von der Elbe bis zum Gelben Meer, Berlin
- 1959 : Wir sind dabei gewesen, Berlin

## Décoration
- 1954 : Ordre du Mérite patriotique (RDA)

## Sources
- (de) Cet article est partiellement ou en totalité issu de l’article de Wikipédia en allemand intitulé « Hans Loch » (voir la liste des auteurs).